# Рубен I
Рубен I (вірм. Ռուբեն Ա) (1025–1095) — вірменський князь, цар Кілікійської Вірменії з 1080, двоюрідний брат і особистий охоронець вірменського царя Гагяка II. Засновник царської династії Рубенідів. Його батьком, можливо, був Ованес-Смбат.

## Життєпис
Князь Рубен був один з полководців і васалів Філарета Варажнуні, якому було доручено захист області Антитавра. В 1080 році він поклав початок нової вірменської династії і є засновником князівства Гірської Кілікії, яке згодом стало королівством.
Після смерті Рубена I трон Кілікійського князівства успадкував його син — князь Костандін I, який зробив фортецю Вахка родовою обителлю.